# Albert & Hamm

Unternehmensgeschichte und Verflechtungen als Grafik

Albert & Hamm war ein Maschinenbauunternehmen, das als Druckmaschinenhersteller 1861 durch Kooperation von Andreas Albert und Andreas Hamm entstand. Kerngeschäft des Unternehmens war Entwicklung, Bau und Vertrieb von Schnellpressen.

## Gründung und Vorgeschichte
Andreas Albert und Andreas Hamm hatten sich 1856 kennengelernt. In 1860 wurden ihre gemeinsamen Pläne konkreter und aus der losen Kooperation entstand die Anmeldung einer gemeinsamen Firma in 1861. Andreas Hamm brachte seine Kenntnisse und Betriebsmittel zum Maschinenbau ein, Andreas Albert konnte dies mit seinen Kenntnissen zum Druckmaschinenbau ergänzen.
Andreas Albert hatte bei Koenig & Bauer eine fundierte Ausbildung im Druckmaschinenbau erhalten und dort über neun Jahre gearbeitet. Danach war er über zwölf Jahre bei der C. Reichenbachschen Maschinenfabrik in Augsburg, zuletzt bis 1861 (im vierzigsten Lebensjahr), als „Werkführer“.
Andreas Hamm hatte das Glockenmacherhandwerk in Zweibrücken erlernt und gemeinsam mit seinem Bruder Georg Hamm eine Glockengießerei auf dem elterlichen Grundstück in Wittersheim betrieben. Es folgte eine Lehr- und Wanderzeit in Frankreich, das Andreas 1848 verließ, um Georg Hamm zu unterstützen. 1844 ging Georg nach Frankenthal und ersteigerte am 1. Januar 1845 die Schradersche Glockengießerei. Schrader seinerseits kam 1744 von Worms nach Frankenthal und errichtete basierend auf der ehemaligen Schmiede der Witwe Anna Maria Sprinkhorn die Glockengießerei. Die Wormser Vorgeschichte der Schraderschen Gießererei geht zurück bis auf den Glockengießer Benedikt Simon der 1724 von Biel (Schweiz) nach Worms kam und dort seine Gießerei gründete. Andreas Hamm trat in Frankenthal zunächst treuhänderisch an die Stelle seines Bruders in der „Glockengießerei und Maschinenfabrik Hemmer, Hamm & Cie.“. Durch Auflösung dieser Gesellschaft erhielt Hamm in 1850 die alte Gießerei in der Stadt und betrieb sie selbstständig. Er übernahm dabei die Gesellschaftsanteile des Bruders Georg. Später setzte er das Jahr 1850 als Gründungsdatum für seine Betriebe ein. 1852 verlegte Andreas Hamm das Unternehmen vor die Stadtmauern und erweiterte den Betrieb erheblich. Die Gießerei war für Eisen-, Messing- und Glockenguss eingerichtet; zusätzlich wurden Dampfmaschinen und Mühlwerke gefertigt. An der Ersten Allgemeinen Deutschen Industrieausstellung nahm der Betrieb 1854 mit Ausstellung von Gußstücken teil und erhielt eine Auszeichnung. Zu Ausstattung und Erweiterung des Betriebes ist bekannt, dass 1857 zwei „Cupol-Öfen“, ein „Dampf-Hammer“ und eine Dampfmaschine hinzu kamen.

## Betriebszeit von Albert & Hamm
Ein exakter Betriebsbeginn für das Unternehmen Albert & Hamm ist nicht bekannt. Die erste Handelsregistereintragung nennt als Betriebszweck „Schnellpressenfabrik“ und Alleinvertretungsrecht für beide Gesellschafter. Ein genaues Datum und liegt in der alphabetischen Sortierung nicht vor.  Der nächste Handelsregistereintrag aus 1862 verweist den ersten Eintrag nach 1861; der Unterschied zum ersten Eintrag besteht in der Notiz: „... Gesellschaft, welche eine offene ist,...“
Von Beginn an verkauften sich die Maschinen von Albert & Hamm gut. Die Preise waren vergleichsweise niedrig angesetzt und die Kundschaft war mit den Produkten zufrieden. Die „Acczidenzpressen“ im „Postpapierquart“ (30 × 40 cm) wurden für fünfunddreißig „Thaler“, die Pressen im „Postpapierformat“ (43 × 51 cm) für sechzig „Thaler“ angeboten. Nach ersten Erfolgen schlossen die Gründer in 1863 einen auf zehn Jahre befristeten, detaillierten Vertrag für den gemeinsamen Betrieb des Unternehmens. Zwei Jahre nach Vertriebsbeginn musste die Fertigung erweitert werden, nach vier Jahren wurde es nötig einen Neubau für den Betrieb einzurichten, um mit größerer Belegschaft die Nachfrage zu bedienen. Die hundertste Schnellpresse wurde im August 1968 ausgeliefert. Zusätzlich wurden bis dahin vierzig Handpressen sowie weitere „Glätt- und Satinierpressen“ abgesetzt.

## Auflösung und Nachfolgeunternehmen
1873 wurde Albert & Hamm liquidiert. Am 1. April 1873 wurde die Schnellpressenfabrik Frankenthal Albert & Co. (mit wechselnden Schreibweisen als Co. oder Cie.) errichtet. Als Konkurrent vertrieb Andreas Hamm ebenfalls Druckmaschinen unter dem Namen  Schnellpressenfabrik von And. Hamm in Frankenthal.
Andreas Hamm hatte 1872 den Auftrag zum Guss der Kaiserglocke für den Kölner Dom erhalten. Dieses Projekt zeigte sich problematisch und beanspruchte Hamm stärker als ursprünglich geplant. Er baute aber weiter Schnellpressen unter seinem alleinigen Namen. Die Fabrik beschäftigte 160 Arbeiter als Hamm am 22. Juni 1894 verstarb. Zwischen 1875 und 1892 wurden von dem Modell „Pro Patria“ über 500 Pressen abgesetzt. Nach Hamms Tod wurde das Unternehmen an Wilhelm Müller verkauft und der Hauptsitz nach Heidelberg verlegt. Dort wurde daraus 1905 die Schnellpressenfabrik Aktiengesellschaft Heidelberg (heute Heidelberger Druckmaschinen AG).
Nach seinem Weggang gründete Andreas Albert 1873 zusammen mit Wilhelm Molitor die Schnellpressenfabrik Albert & Cie (später Albert-Frankenthal AG und seit 1990 wieder Koenig & Bauer).